# Fleischer Studios
Pour les articles homonymes, voir Fleischer.
Fleischer Studios était une société d'animation américaine dont le siège était situé à New York au 1600 Broadway (Manhattan). Elle fut créée en 1921 par les frères Dave et Max Fleischer qui restèrent à sa tête jusqu'en 1942.

## Historique

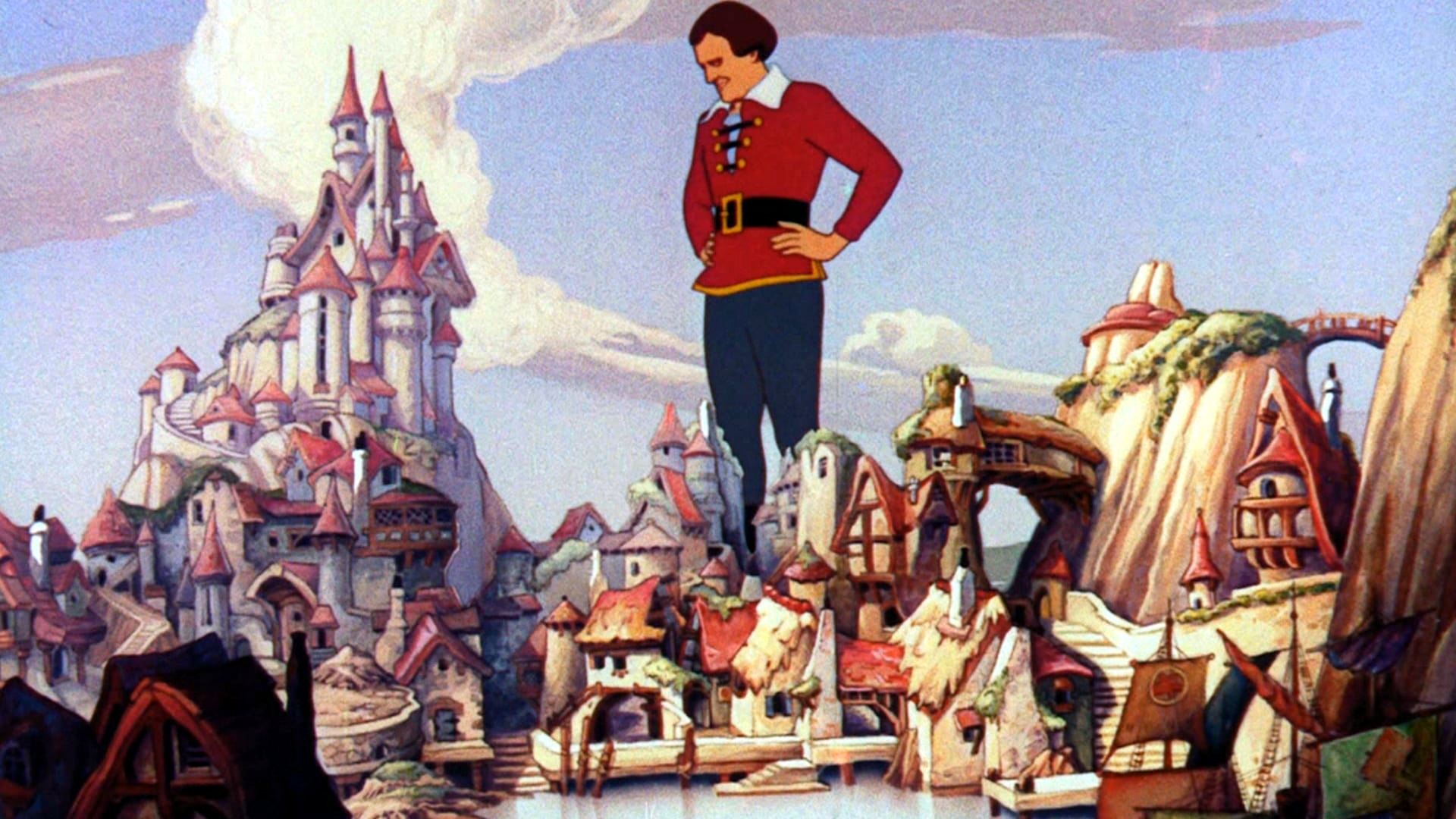
Les Voyages de Gulliver fut le premier long métrage d'animation de Fleischer Studios.

Max Fleischer a déposé le brevet du rotoscope en 1915. C'est une technique qui permettait d'animer des personnages de manière réaliste et à moindre coût. En 1919, les frères Fleischer utilisèrent le rotoscope pour réaliser la série Out of the Inkwell, avec Koko le clown, pour le compte de J. R. Bray Studios. La série connut un tel succès que les frères se décidèrent à créer leur propre studio en 1921, baptisé Out of the Inkwell Films. Après le rotoscope, les frères Fleischer vont inventer le rotographe procédé duquel va découler un nouveau corps de métier : les intervallistes.

Dans les années 1920, Fleischer Studios se fit vite une réputation d'excellence technique et de créativité. Le studio produisit des films illustrant des chansons, des films éducatifs sur des sujets tels que la relativité, et une douzaine de films sonores avant même la sortie du Chanteur de jazz. En 1927, le studio arrête la production sous le nom Out of the Inkwell Films et se rebaptise en 1929 Fleischer Studios.
Quand les films sonores devinrent le standard à la fin des années 1920, Fleischer Studios fut une des rares sociétés d'animation à réussir à s'adapter. Ils lancèrent la série Talkartoons dont le héros était un nouveau personnage appelé Bimbo qui se fit bien vite voler la vedette par un personnage secondaire, une dénommée Betty Boop. Betty Boop fut le premier personnage féminin à bénéficier de sa propre série de dessins animés aux États-Unis. Le succès du studio se confirma quand les frères Fleischer adaptèrent le comic-strip Popeye the Sailor. La série connu un vif succès et donna même lieu à trois longs métrages.
C'est en 1934 que les choses se gâtèrent pour Fleischer Studios. L'adoption du Code Hays par Hollywood les poussa à s'autocensurer. Le personnage de Betty Boop fut assexué et perdit une grande partie de son charme. Pis, cédant sous la pression de leur distributeur, Paramount Pictures, les frères Fleischer tentèrent d'imiter le style Walt Disney ce qui fit perdre à leurs productions leur originalité. Le résultat de leurs efforts fut la série des Color Classics qui n'était qu'une pâle copie des Silly Symphonies de Disney. La compétition avec Disney fut poussée à son comble quand les studios réalisèrent deux longs métrages censés concurrencer les films de la société de Burbank. Réalisés par une équipe constituée en grande partie d'animateurs inexpérimentés et mal vendus par Paramount, Les Voyages de Gulliver et Mr. Bug Goes To Town furent loin d'obtenir les résultats escomptés par les Fleischer. À l'époque, la meilleure série de la compagnie était Superman, adaptée du comic-book du même nom. Elle bénéficiait d'un budget record et marqua le retour du studio au style qui avait fait son succès : une animation particulièrement soignée, des sujets plus adultes et plus urbains que ses concurrents. 
Le succès de Superman ne permet pourtant pas au studio d'assainir ses comptes pas plus que l'achat en 1940 d'un personnage promis à un grand avenir, Casper le gentil fantôme.Celui-ci est créé par Seymour Reit et Joe Oriolo mais comme ils n'arrivent pas à le valoriser, ils le proposent au studio qui l'achète pour 200 $. Malheureusement le premier dessin animé le mettant en scène n'est produit qu'en 1945, bien trop tard pour renflouer le studio. En 1942, les frères Fleischer qui ont hypothéqué le studio à Paramount sont remerciés. Paramount Pictures reprend la société en main et la rebaptise Famous Studios.

## Filmographie

### Out of the Inkwell Films
- 1921 : First Man to the Moon
- 1921 : Modeling
- 1921 : Fishing
- 1921 : November
- 1921 : Invisible Ink
- 1921 : The Hypnotist
- 1922 : The Fish
- 1922 : The Dresden Doll
- 1922 : The Mosquito
- 1922 : Bubbles
- 1922 : Flies
- 1922 : Pay Day
- 1922 : The Challenge (en)
- 1922 : The Show
- 1922 : The Reunion
- 1922 : The Birthday
- 1922 : Jumping Beans
- 1923 : Darwin's Theory of Evolution
- 1923 : The Einstein Theory of Relativity
- 1923 : Bed Time
- 1923 : Surprise
- 1923 : The Puzzle
- 1923 : Trapped
- 1923 : The Battle
- 1923 : False Alarm
- 1923 : Balloons
- 1923 : The Fortune Teller
- 1923 : Shadows
- 1923 : The Contest, série Ko-Ko Song Cartunes
- 1923 : The Laundry
- 1924 : Masquerade, série Ko-Ko Song Cartunes
- 1924 : The Cartoon Factory
- 1924 : Come Take a Trip in My Airship, série Ko-Ko Song Cartunes
- 1924 : Mother Gooseland, série Ko-Ko Song Cartunes
- 1924 : Trip to Mars, série Ko-Ko Song Cartunes
- 1924 : A Stitch in Time
- 1924 : Clay Town
- 1924 : Oh Mabel
- 1924 : The Runaway
- 1924 : Goodbye My Lady Love
- 1924 : Vacation
- 1924 : Vaudeville
- 1924 : League of Nations
- 1924 : Sparring Partners
- 1924 : The Cure
- 1924 : The Storm
- 1925 : Oh, Suzanna
- 1925 : Koko the Hot Shot
- 1925 : I Love a Lassie
- 1925 : East Side, West Side
- 1925 : Thaddeus and Arline
- 1925 : Koko in Toyland
- 1925 : Old Folks at Home
- 1925 : Koko the Barber
- 1925 : Big Chief Koko
- 1925 : Daisy Bell
- 1925 : Koko Trains 'Em
- 1925 : Koko Celebrates the Fourth
- 1925 : Swanee River
- 1925 : Koko Sees Spooks
- 1925 : My Bonnie
- 1925 : Koko on the Run
- 1925 : Nutcracker Suite
- 1925 : Koko Nuts
- 1925 : Koko Packs 'Em
- 1925 : Sailing, Sailing, Over the Bounding Main
- 1925 : Koko Eats
- 1925 : Dixie
- 1925 : Koko's Thanksgiving
- 1925 : Koko Steps Out
- 1925 : Sailing Sailing
- 1926 : Old Pal
- 1926 : Koko Baffles the Bulls
- 1926 : Darling Nelly Gray
- 1926 : Koko's Paradise
- 1926 : Ta-Ra-Ra-Boom-Dee-Aye
- 1926 : Koko at the Circus
- 1926 : Dolly Gray
- 1926 : Has Anybody Here Seen Kelly?
- 1926 : Sweet Adeline
- 1926 : Toot Toot
- 1926 : My Old Kentucky Home
- 1926 : It's the Cats
- 1926 : Tramp, Tramp, Tramp the Boys Are Marching
- 1926 : Oh, You Beautiful Doll
- 1926 : Koko Hot After It
- 1926 : In the Good Old Summertime
- 1926 : Fadeaway
- 1926 : Comin' Thro' the Rye
- 1926 : Annie Laurie
- 1926 : Oh How I Hate to Get Up in the Morning
- 1926 : Ko-Ko's Queen
- 1926 : When I Lost You
- 1926 : Margie
- 1926 : Koko Kidnapped
- 1926 : When the Midnight Choo-Choo Leaves for Alabam'
- 1926 : Old Black Joe
- 1926 : Koko the Convict
- 1926 : Mother, Mother, Mother Pin a Rose on Me
- 1926 : Koko Gets Egg-Cited
- 1926 : Yak-A-Hula-Hick-A-Doola
- 1926 : Pack Up Your Troubles
- 1926 : My Wife's Gone to the Country
- 1927 : Koko Back Tracks
- 1927 : By the Light of the Silvery Moon
- 1927 : Trail of the Lonesome Pine
- 1927 : Koko Makes 'Em Laugh
- 1927 : Koko in 1999
- 1927 : Jingle Bells
- 1927 : Koko the Kavalier
- 1927 : Waiting for the Robert E. Lee
- 1927 : Koko Needles the Boss

### Fleischer Studios
- 1929 : The Sidewalks of New York
- 1929 : Yankee Doodle Boy
- 1929 : Old Black Joe
- 1929 : Ye Olde Melodies
- 1929 : Daisy Bell
- 1929 : Mother Pin a Rose on Me
- 1929 : Dixie
- 1929 : Chinatown, My Chinatown
- 1929 : Goodbye My Lady Love
- 1929 : My Pony Boy
- 1929 : Smiles
- 1929 : Oh, You Beautiful Doll
- 1929 : Noah's Lark
- 1929 : After the Ball
- 1929 : Put on Your Old Gray Bonnet
- 1929 : I've Got Rings on My Fingers
- 1929 : Marriage Wows
- 1930 : Bedelia
- 1930 : In the Shade of the Old Apple Tree
- 1930 : I'm Afraid to Come Home in the Dark
- 1930 : Radio Riot
- 1930 : Prisoner's Song
- 1930 : I'm Forever Blowing Bubbles
- 1930 : Hot Dog
- 1930 : La Paloma
- 1930 : Yes! We Have No Bananas
- 1930 : Fire Bugs
- 1930 : Come Take a Trip in My Airship
- 1930 : In the Good Old Summertime
- 1930 : Wise Flies
- 1930 : A Hot Time in the Old Town Tonight
- 1930 : Dizzy Dishes
- 1930 : The Glow Worm
- 1930 : Barnacle Bill
- 1930 : The Stein Song
- 1930 : Swing You Sinners!
- 1930 : Strike Up the Band
- 1930 : The Grand Uproar
- 1930 : My Gal Sal
- 1930 : Sky Scraping (es)
- 1930 : Mariutch
- 1930 : Up to Mars
- 1930 : On a Sunday Afternoon
- 1930 : Accordion Joe
- 1930 : Row, Row, Row
- 1930 : Mysterious Mose
- 1931 : In My Merry Oldsmobile
- 1931 : Please Go 'Way and Let Me Sleep
- 1931 : The Ace of Spades
- 1931 : By the Beautiful Sea
- 1931 : Teacher's Pest
- 1931 : I Wonder Who's Kissing Her Now
- 1931 : Tree Saps
- 1931 : I'd Climb the Highest Mountain
- 1931 : The Cow's Husband
- 1931 : Somebody Stole My Gal
- 1931 : The Bum Bandit
- 1931 : Any Little Girl That's a Nice Little Girl
- 1931 : The Male Man
- 1931 : Alexander's Ragtime Band
- 1931 : Silly Scandals
- 1931 : And the Green Grass Grew All Around
- 1931 : My Wife's Gone to the Country
- 1931 : Twenty Legs Under the Sea
- 1931 : The Herring Murder Case (es)
- 1931 : That Old Gang of Mine
- 1931 : Bimbo's Initiation
- 1931 : Betty Co-ed
- 1931 : Bimbo's Express
- 1931 : Mr. Gallagher and Mr. Shean
- 1931 : You're Driving Me Crazy
- 1931 : Minding the Baby
- 1931 : Little Annie Rooney
- 1931 : In the Shade of the Old Applesauce
- 1931 : Kitty from Kansas City
- 1931 : Mask-A-Raid
- 1931 : By the Light of the Silvery Moon
- 1931 : Jack and the Beanstalk
- 1931 : My Baby Cares for Me
- 1931 : Dizzy Red Riding Hood
- 1931 : Russian Lullaby
- 1932 : Any Rags
- 1932 : Sweet Jenny Lee
- 1932 : Boop-Oop-A-Doop
- 1932 : Show Me the Way to Go Home
- 1932 : The Robot
- 1932 : When the Red Red Robin Comes Bob Bob Bobbin' Along
- 1932 : Wait Till the Sun Shines, Nellie
- 1932 : S.O.S.
- 1932 : Minnie the Moocher
- 1932 : Crazy Town
- 1932 : Just One More Chance
- 1932 : The Dancing Fool
- 1932 : Chess-Nuts
- 1932 : Oh! How I Hate to Get Up in the Morning
- 1932 : A Hunting We Will Go (es)
- 1932 : Shine on Harvest Moon
- 1932 : Let Me Call You Sweetheart
- 1932 : Hide and Seek
- 1932 : Admission Free
- 1932 : I Ain't Got Nobody
- 1932 : The Betty Boop Limited
- 1932 : You Try Somebody Else
- 1932 : Rudy Vallee Melodies
- 1932 : Stopping the Show
- 1932 : Betty Boop's Bizzy Bee
- 1932 : Down Among the Sugar Cane
- 1932 : Betty Boop, M.D.
- 1932 : Just a Gigolo chanté par Irène Bordoni
- 1932 : Betty Boop's Bamboo Isle
- 1932 : School Days
- 1932 : Betty Boop's Ups and Downs
- 1932 : Romantic Melodies
- 1932 : Betty Boop for President
- 1932 : Sleepy Time Down South
- 1932 : I'll Be Glad When You're Dead You Rascal You
- 1932 : Sing a Song
- 1932 : Betty Boop's Museum
- 1932 : Time on My Hands
- 1933 : Betty Boop's Ker-Choo
- 1933 : Dinah
- 1933 : Betty Boop's Crazy Inventions
- 1933 : Ain't She Sweet
- 1933 : Is My Palm Read
- 1933 : Reaching for the Moon
- 1933 : Betty Boop's Penthouse
- 1933 : Aloha Oe
- 1933 : Snow-White
- 1933 : Popular Melodies
- 1933 : Betty Boop's Birthday Party
- 1933 : The Peanut Vendor
- 1933 : Betty Boop's May Party
- 1933 : Song Shopping
- 1933 : Betty Boop's Big Boss
- 1933 : Boilesk
- 1933 : Mother Goose Land
- 1933 : Sing, Sisters, Sing!
- 1933 : Popeye the Sailor
- 1933 : Down by the Old Mill Stream
- 1933 : The Old Man of the Mountain
- 1933 : Stoopnocracy
- 1933 : I Heard
- 1933 : When Yuba Plays the Rumba on the Tuba
- 1933 : I Yam What I Yam
- 1933 : Boo, Boo, Theme Song
- 1933 : Morning, Noon and Night
- 1933 : Blow Me Down!
- 1933 : Betty Boop's Hallowe'en Party
- 1933 : I Like Mountain Music
- 1933 : I Eats My Spinach
- 1933 : Parade of the Wooden Soldiers
- 1933 : Sing, Babies, Sing
- 1933 : Seasin's Greetinks!
- 1933 : Wild Elephinks
- 1934 : Let's Sing with Popeye
- 1934 : She Wronged Him Right
- 1934 : Keeps Rainin' All the Time
- 1934 : Sock-a-Bye, Baby
- 1934 : Red Hot Mamma
- 1934 : Let's All Sing Like the Birdies Sing
- 1934 : Let's You and Him Fight
- 1934 : Ha! Ha! Ha!
- 1934 : Tune Up and Sing
- 1934 : The Man on the Flying Trapeze
- 1934 : Betty in Blunderland
- 1934 : Lazy Bones
- 1934 : Can You Take It
- 1934 : Betty Boop's Rise to Fame
- 1934 : This Little Piggie Went to Market
- 1934 : Shoein' Hosses
- 1934 : Betty Boop's Trial
- 1934 : She Reminds Me of You
- 1934 : Strong to the Finich
- 1934 : Betty Boop's Life Guard
- 1934 : Love Thy Neighbor
- 1934 : Shiver Me Timbers!
- 1934 : Poor Cinderella
- 1934 : There's Something About a Soldier
- 1934 : Axe Me Another
- 1934 : Betty Boop's Little Pal
- 1934 : A Dream Walking
- 1934 : Betty Boop's Prize Show
- 1934 : The Two-Alarm Fire
- 1934 : Little Dutch Mill
- 1934 : Keep in Style
- 1934 : The Dance Contest
- 1934 : When My Ship Comes In
- 1934 : We Aim to Please
- 1935 : An Elephant Never Forgets
- 1935 : Baby Be Good
- 1935 : Beware of Barnacle Bill
- 1935 : Taking the Blame
- 1935 : Be Kind to 'Aminals'
- 1935 : The Song of the Birds
- 1935 : Stop That Noise
- 1935 : Pleased to Meet Cha!
- 1935 : Swat the Fly
- 1935 : The 'Hyp-Nut-Tist'
- 1935 : The Kids in the Shoe
- 1935 : No! No! A Thousand Times No!!
- 1935 : Choose Your 'Weppins'
- 1935 : A Little Soap and Water
- 1935 : For Better or Worser
- 1935 : Dancing on the Moon
- 1935 : A Language All My Own
- 1935 : Dizzy Divers
- 1935 : Betty Boop and Grampy
- 1935 : You Gotta Be a Football Hero
- 1935 : Time for Love
- 1935 : Judge for a Day
- 1935 : I Wished on the Moon
- 1935 : King of the Mardi Gras
- 1935 : Making Stars
- 1935 : Adventures of Popeye
- 1935 : Musical Memories
- 1935 : The Spinach Overture
- 1935 : Betty Boop with Henry the Funniest Living American
- 1935 : It's Easy to Remember
- 1936 : Vim, Vigor and Vitaliky
- 1936 : Somewhere in Dreamland
- 1936 : No Other One
- 1936 : Little Nobody
- 1936 : Betty Boop and the Little King
- 1936 : A Clean Shaven Man
- 1936 : Not Now
- 1936 : Brotherly Love
- 1936 : The Little Stranger
- 1936 : I Feel Like a Feather in the Breeze
- 1936 : Betty Boop and Little Jimmy
- 1936 : I-Ski Love-Ski You-Ski
- 1936 : We Did It
- 1936 : Bridge Ahoy!
- 1936 : What -- No Spinach?
- 1936 : The Cobweb Hotel
- 1936 : I Don't Want to Make History
- 1936 : A Song a Day
- 1936 : More Pep
- 1936 : I Wanna Be a Life Guard
- 1936 : Greedy Humpty Dumpty
- 1936 : You're Not Built That Way
- 1936 : Let's Get Movin'
- 1936 : The Hills of Wyomin'
- 1936 : Happy You and Merry Me
- 1936 : Never Kick a Woman
- 1936 : Hawaiian Birds
- 1936 : Training Pigeons
- 1936 : Little Swee' Pea
- 1936 : I Can't Escape from You
- 1936 : Play Safe
- 1936 : Grampy's Indoor Outing
- 1936 : Hold the Wire
- 1936 : Be Human
- 1936 : The Spinach Roadster
- 1936 : Talking Through My Heart
- 1936 : Popeye the Sailor Meets Sindbad the Sailor
- 1936 : Christmas Comes But Once a Year
- 1936 : Making Friends
- 1936 : I'm in the Army Now
- 1937 : House Cleaning Blues
- 1937 : The Paneless Window Washer
- 1937 : Never Should Have Told You
- 1937 : Whoops! I'm a Cowboy
- 1937 : Bunny Mooning
- 1937 : Organ Grinder's Swing
- 1937 : The Hot Air Salesman
- 1937 : My Artistical Temperature
- 1937 : Twilight on the Trail (en)
- 1937 : Pudgy Takes a Bow-wow
- 1937 : Hospitaliky
- 1937 : Chicken à la King
- 1937 : Pudgy Picks a Fight
- 1937 : The Twisker Pitcher
- 1937 : Please Keep Me in Your Dreams
- 1937 : The Impractical Joker
- 1937 : Morning, Noon and Night Club
- 1937 : A Car-Tune Portrait
- 1937 : Lost and Foundry
- 1937 : Ding Dong Doggie
- 1937 : You Came to My Rescue
- 1937 : I Never Changes My Altitude
- 1937 : Peeping Penguins
- 1937 : The Candid Candidate
- 1937 : I Likes Babies and Infinks
- 1937 : Service with a Smile (en)
- 1937 : Whispers in the Dark
- 1937 : The Football Toucher Downer
- 1937 : The New Deal Show
- 1937 : Educated Fish
- 1937 : Protek the Weakerist
- 1937 : The Foxy Hunter
- 1937 : Popeye the Sailor Meets Ali Baba's Forty Thieves
- 1937 : Magic on Broadway
- 1937 : Fowl Play (en)
- 1937 : Zula Hula
- 1937 : Little Lamby
- 1938 : Let's Celebrake
- 1938 : You Took the Words Right Out of My Heart
- 1938 : Riding the Rails
- 1938 : Learn Polikeness
- 1938 : Be Up to Date
- 1938 : The Tears of an Onion
- 1938 : The House Builder-Upper
- 1938 : Thanks for the Memory
- 1938 : Honest Love and True
- 1938 : Out of the Inkwell
- 1938 : Big Chief Ugh-Amugh-Ugh
- 1938 : Hold It!
- 1938 : You Leave Me Breathless
- 1938 : The Swing School
- 1938 : I Yam Lovesick
- 1938 : Plumbing Is a 'Pipe'
- 1938 : Pudgy and the Lost Kitten
- 1938 : Hunky and Spunky
- 1938 : The Jeep
- 1938 : Buzzy Boop
- 1938 : Beside a Moonlit Stream
- 1938 : Pudgy the Watchman
- 1938 : Bulldozing the Bull
- 1938 : All's Fair at the Fair
- 1938 : Buzzy Boop at the Concert
- 1938 : Mutiny Ain't Nice
- 1938 : Sally Swing
- 1938 : Goonland
- 1938 : The Playful Polar Bears
- 1938 : A Date to Skate
- 1938 : On with the New
- 1938 : Thrills and Chills
- 1938 : Cops Is Always Right
- 1939 : Always Kickin'
- 1939 : My Friend the Monkey
- 1939 : Customers Wanted
- 1939 : So Does an Automobile
- 1939 : Aladdin and His Wonderful Lamp
- 1939 : Small Fry
- 1939 : Leave Well Enough Alone
- 1939 : Musical Mountaineers
- 1939 : Wotta Nitemare
- 1939 : The Scared Crows
- 1939 : Ghosks Is the Bunk
- 1939 : The Barnyard Brat
- 1939 : Rhythm on the Reservation
- 1939 : Hello How Am I
- 1939 : It's the Natural Thing to Do
- 1939 : Yip-Yip-Yippy
- 1939 : The Fresh Vegetable Mystery
- 1939 : Never Sock a Baby
- 1939 : Les Voyages de Gulliver
- 1940 : Shakespearian Spinach
- 1940 : Way Back When a Triangle Had Its Points
- 1940 : Little Lambkin
- 1940 : Way Back When a Nag Was Only a Horse
- 1940 : Females Is Fickle
- 1940 : Way Back When a Nightclub Was a Stick
- 1940 : Ants in the Plants
- 1940 : Stealin' Ain't Honest
- 1940 : Me Feelins Is Hurt
- 1940 : Granite Hotel
- 1940 : A Kick in Time
- 1940 : The Fowl Ball Player
- 1940 : Onion Pacific
- 1940 : Wimmen Is a Myskery
- 1940 : The Ugly Dino
- 1940 : Nurse-Mates
- 1940 : Wedding Belts
- 1940 : Fightin Pals
- 1940 : Snubbed by a Snob
- 1940 : Way Back When a Razzberry Was a Fruit
- 1940 : Doing Impossikible Stunts
- 1940 : The Fulla Bluff Man
- 1940 : Wimmin Hadn't Oughta Drive
- 1940 : You Can't Shoe a Horsefly
- 1940 : Springtime in the Rock Age
- 1940 : Puttin on the Act
- 1940 : Pedagogical Institution (College to You)
- 1940 : The Dandy Lion
- 1940 : Popeye Meets William Tell
- 1940 : Way Back When Women Had Their Weigh
- 1940 : My Pop, My Pop
- 1940 : King for a Day
- 1940 : Sneak, Snoop and Snitch
- 1940 : The Constable
- 1940 : Poopdeck Pappy
- 1940 : Mommy Loves Puppy
- 1940 : Popeye Presents Eugene, the Jeep
- 1940 : Bring Himself Back Alive
- 1941 : Problem Pappy
- 1941 : All's Well
- 1941 : Quiet! Pleeze
- 1941 : Zero, the Hound
- 1941 : Two for the Zoo
- 1941 : Olive's $weep$take Ticket
- 1941 : Twinkletoes Gets the Bird
- 1941 : Flies Ain't Human
- 1941 : Swing Cleaning
- 1941 : Raggedy Ann and Raggedy Andy
- 1941 : Sneak, Snoop and Snitch in Triple Trouble
- 1941 : Popeye Meets Rip Van Winkle
- 1941 : Olive's Boithday Presink
- 1941 : Fire Cheese
- 1941 : Twinkletoes - Where He Goes Nobody Knows
- 1941 : Child Psykolojiky
- 1941 : Gabby Goes Fishing
- 1941 : Copy Cat
- 1941 : The Wizard of Arts
- 1941 : Pest Pilot
- 1941 : It's a Hap-Hap-Happy Day
- 1941 : Vitamin Hay
- 1941 : Twinkletoes in Hat Stuff
- 1941 : I'll Never Crow Again
- 1941 : Superman
- 1941 : The Mighty Navy
- 1941 : The Mechanical Monsters
- 1941 : Mr. Bug Goes to Town
- 1941 : Nix on Hypnotricks
- 1942 : The Vacationer's Paradise
- 1942 : Billion Dollar Limited
- 1942 : Kickin' the Conga Round
- 1942 : Blunder Below
- 1942 : The Arctic Giant
- 1942 : Fleets of Stren'th
- 1942 : Les Envahisseurs (The Bulleteers)
- 1942 : The Raven
- 1942 : Pip-eye, Pup-eye, Poop-eye an' Peep-eye
- 1942 : The Magnetic Telescope
- 1942 : Olive Oyl and Water Don't Mix
- 1942 : Many Tanks
- 1942 : Electric Earthquake
- 1942 : Baby Wants a Bottleship
- 1942 : Volcano
- 1942 : Terror on the Midway